# Raphael Hoffhalter

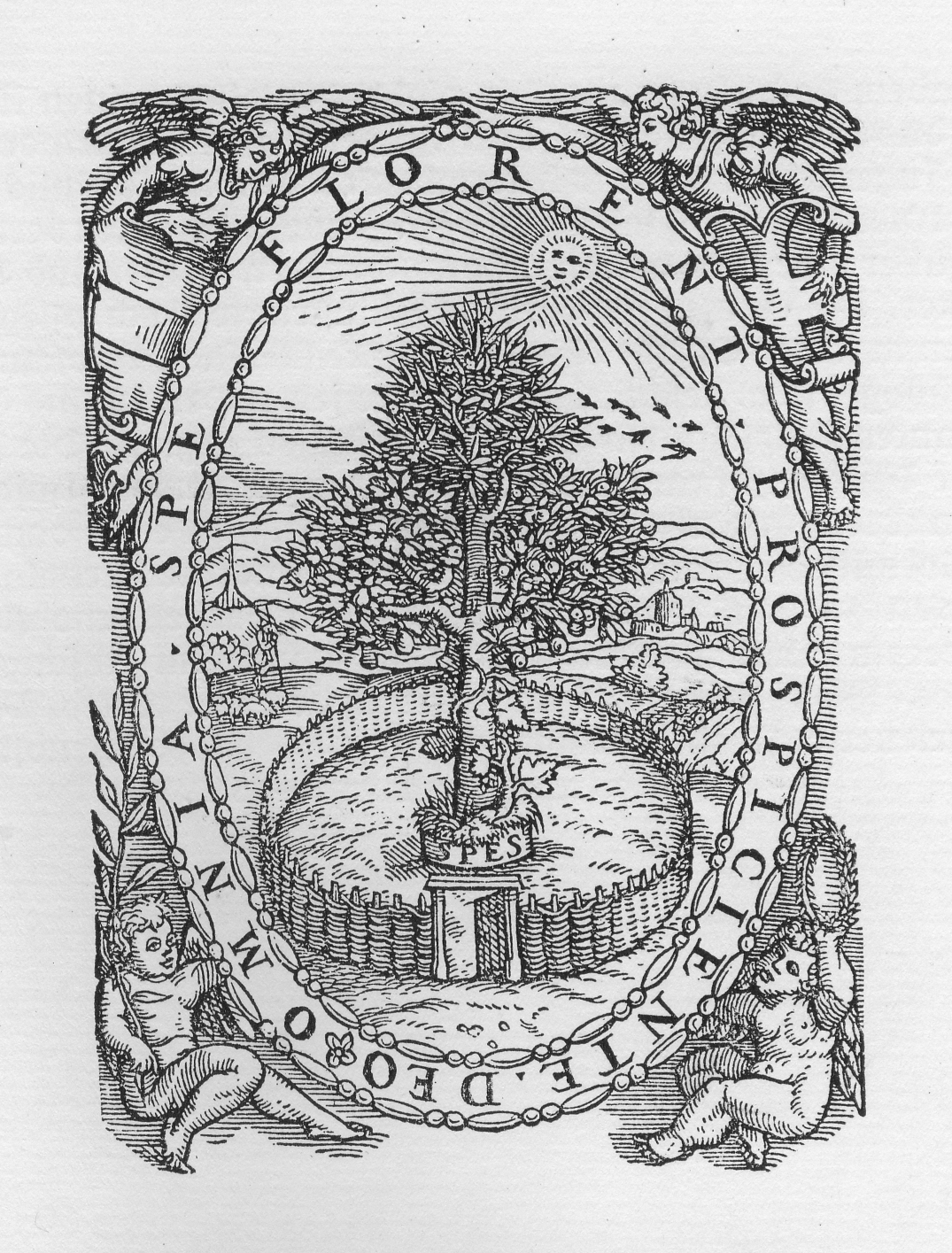
Raphael Hoffhalter Bécsben használt nyomdászjelvénye

Raphael Hoffhalter (Poznan, 1525–1530 körül – Gyulafehérvár, 1568. február végén; temetésére március 2-án került sor) vándor nyomdász, János Zsigmond erdélyi fejedelem udvari nyomdásza.

## Életpályája
Eredeti családneve Skrzetusky. Városlakó, feltehetőleg iparral foglalkozó lengyel nemesi családból származott. A nyomdászat mesterségét külföldön - nem bizonyított feltevések szerint Németalföldön – sajátította el. 1549-ben Zürichben egy svájci polgár leányát vette feleségül. 1555-ben Bécsbe költözött, ahol eleinte Caspar Kraft betűöntő műhelyében dolgozott. 1556-ban három évre szóló császári privilégiumot kapott nyomdászi, mintametszési és könyvkereskedői tevékenységre. 1563-ig közel 130 könyvet adott ki, és a minőséget tekintve a század legjobb bécsi nyomdászai közé tartozott. Számos könyvét saját maga által készített fametszetekkel díszítette. 1563 elején onnan a protestantizmus iránti hajlandósága miatt nyomdai felszerelését hátrahagyva elhagyta a várost, és a kálvinista Debrecenbe költözött. 1565-ben pedig Nagyváradra. Innen Méliusz Juhász Péterrel való összetűzése miatt 1567-ben átköltözött Gyulafehérvárra, és nyíltan kiállt az unitarianizmus mellett.
1567-ben állította fel II. János király anyagi támogatása mellett – akitől udvari nyomtató címet is nyert – gyulafehérvári műhelyét, amelyet három éven át maga vezetett. 1567-ben megjelent első nyomtatványa Dávid Ferencnek Refutatio Scripti Petri Melii című műve volt, amelyet II. János királynak ajánlott. A következő évben a műhelyében Dávid Ferencnek még hét további munkája jelent meg. Korabeli híresztelések szerint felháborodott reformátusok verték agyon, mert az unitárius vitairatokhoz készített fametszeteit a Szentháromság meggyalázásának tartották.

## Erdélyben kiadott könyvei
1565, Várad
- Méliusz Juhász Péter: A SZENT Iob könyvenek a sido nielvből es a bölcz magyarazók forditásából igazán valo forditása magiar nyielure.

1567, Gyulafehérvár
- Császmai István: Az Antichristus képei. (unitárius vitairat)
- Dávid Ferenc: Refvtatio scripti Petri Melii, qvo nomine synodi Debrecinae docet Jehoualitatem et trinitarum Devm patriarchis, prophetis et apostolis incognitum. (unitárius vitairat)
- Dávid Ferenc: Rövid magyarazat mikeppen az Antishristvs az igaz Istenröl valo tvdomant meg homalositota, és a Christvs az ö hiueinec altala tanituan minket, mikeppen epitette meg az ö menniei szent Attiarol es ö magarol es a szent Lelekröl bizonios értelmet adua[n] elönkben[n]. (unitárius tanítás)
- Dávid Ferenc: Rövid vtmvtatas az Istennec igeienec igaz ertelmere, mostani szent haromsagrol tamadot vetélkedesnec megfeytesere es itelesere hasznos es szükseges. (unitárius vitairat)
- Christian Schesaeus: Epithalamivm in honorem nvptialem magnifici domini Casparis Bökes de Korniat, s. r. m. supraemi cubicularij, eiusq[ue] spo[n]sae generosissimae Annae, egregij domini Vvolfgangi de Harinna filiae, scriptum a Christiano Schesaeo Medinesi. (lakodalmi köszöntő vers Bekes Gáspár házasságkötésére)

1568, Gyulafehérvár
- Császmai István: Thordai Sandor Andras irasara valo felelet, melyben az Antichristus harom isteninec dögleletös tudomaniat otalmazza hamissaggal es szidalommal. (unitárius vitairat)
- Dávid Ferenc: Literae convocatoriae ad seniores ecclesiarvm svperioris ed inferioris Pannoniae ad indictam synodum Thordanam ad tertium Mrtij diem, additis thesibus ibidem disputandis. (meghívólevél unitárius hitvitára és a vita tételei)
- Dávid Ferenc: Demonstratio falsitatis doctrinae Petri Melii et reliquorum sophistarum par antitheses vna cum refutatione Antiheseon veri et Turcici Christi, nunc primum Debrecini imprssarum. (unitárius vitairat)
- DE FALSA et vera vnivs Dei patris, filii et spiritvs sancti cognitione libr dvo. Avtoribus ministris ecclesiarum consentientium in Sarmatia et Trasnyluania. (unitárius vitairat)